# Creatonotos confluens
Creatonotos confluens är en fjärilsart som beskrevs av Rothschild 1933. Creatonotos confluens ingår i släktet Creatonotos och familjen björnspinnare. Inga underarter finns listade i Catalogue of Life.